# Elaphidion jibacoense
Elaphidion jibacoense är en skalbaggsart som beskrevs av Fernando de Zayas 1975. Elaphidion jibacoense ingår i släktet Elaphidion och familjen långhorningar.
Artens utbredningsområde är Kuba. Inga underarter finns listade i Catalogue of Life.